# Distretto di Huasicancha
Il distretto di Huasicancha  è uno dei ventotto distretti della provincia di Huancayo, in Perù. Si trova nella regione di Junín e si estende su una superficie di  47,61 chilometri quadrati.